# Comuna Ciîstenke, Simferopol
Ciîstenke (în ucraineană Чистеньке) este o comună în raionul Simferopol, Republica Autonomă Crimeea, Ucraina, formată din satele Ciîstenke (reședința), Fontanî, Komîșînka, Levadkî, Novozburievka, Trîprudne și Trudoliubove.

## Demografie
Componența lingvistică a comunei Ciîstenke
     Rusă (55,98%)
     Tătară crimeeană (36,56%)
     Ucraineană (5,68%)
     Alte limbi (0,61%)
Conform recensământului din 2001, majoritatea populației comunei Ciîstenke era vorbitoare de rusă (55,98%), existând în minoritate și vorbitori de tătară crimeeană (36,56%) și ucraineană (5,68%).